# کاروانسرای هندوها
کاروانسرای هندوها مربوط به دوره قاجار است و در کرمان، ضلع شرقی بازار میدان قلعه و روبروی کاروانسرای حاج مهدی واقع شده، معبد هندوها در کنار ضلع شمالی این کاروانسرا می‌باشد که با معماری خاصی ساخته شده است و بازار هندو به موازات ضلع شمالی کاروانسرای هندوها واقع شده است.
باني اين اثر آيت الله حاج سيد جواد مجتهد شيرازي امام جمعه كرمان و داماد ابراهيم خان ظهيرالدوله حاكم كرمان بوده است و وقف خاص مي باشد. 
اين كاروانسرا يكي از مراكز مهم اقتصادي كرمان در دوران قاجاريه بوده است.
این اثر در تاریخ ۱۰ مهر ۱۳۸۰ با شمارهٔ ثبت ۴۱۸۱ به‌عنوان یکی از آثار ملی ایران به ثبت رسیده است.

## نگارخانه

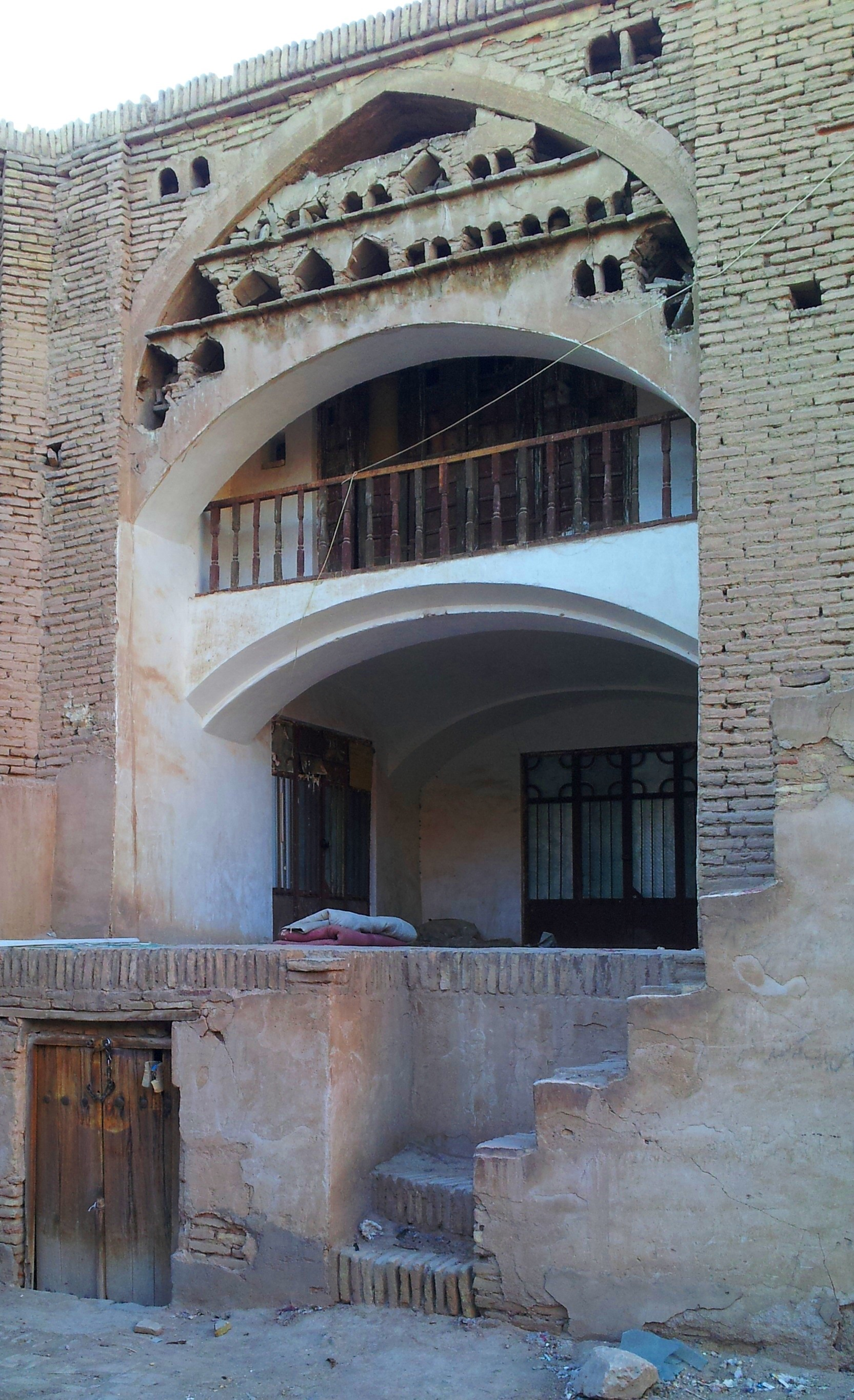